# Дунайский проспект
Дуна́йский проспект — крупная магистраль в Санкт-Петербурге. Является одной из основных для движения «запад — восток» и обратно в южной части города. Проходит от Предпортовой улицы (продолжая Кубинскую) до Софийской улицы. На восток продолжается проспектом Девятого Января.

## История
Дунайский проспект был спроектирован в 1968 году как часть будущей крупной магистрали. Назван Дунайским потому, что связывает несколько улиц, названных в честь столиц стран, по территории которых протекает река Дунай. Изначально представлял собой практически на всем протяжении дорогу по две полосы в каждом направлении с широким разделительным газоном и без связи между Московским и Фрунзенским районами. До декабря 2004 года был разделён железной дорогой на две не связанные друг с другом части.
Дальнейшая реконструкция магистрали проводилась в несколько этапов:
- В 2004 году был построен путепровод через железную дорогу Витебского направления и расширено (до шести, а на некоторых участках — до восьми полос) полотно от Пулковского шоссе до Купчинской улицы. В 2006 году путепроводу было присвоено название Дунайский путепровод[4].
- В 2006 году произведена реконструкция проспекта от Купчинской до Бухарестской улицы.
- Последний участок от Бухарестской до Софийской улицы был открыт 22 декабря 2007 года.
- 27 апреля 2017 года была открыта развязка Дунайского проспекта с Пулковским шоссе[5].
- 15 декабря 2023 года была частично открыта развязка Дунайского проспекта с Московским шоссе[6].
- 30 августа 2024 года было завершено строительство развязки Дунайского проспекта с Московским шоссе[7].

Старые проезжие части проспекта были преобразованы в проезды-дублёры («карманы»).
- 3 октября 2019 года на углу с Бухарестской улицей открылась станция метро «Дунайская». Изначально должна была быть одноименной проспекту.

## Пересечения
Координаты начала: 59°49′56″ с. ш. 30°18′34″ в. д.

Координаты конца: 59°50′47″ с. ш. 30°25′50″ в. д.

Проспект пересекает следующие магистрали:
- Предпортовая улица
- Пулковское шоссе (двухуровневая развязка)
- Среднерогатская улица
- Московское шоссе
- улица Ленсовета (с площадью Академика Пашина)
- проспект Космонавтов
- Витебский проспект
- линия Витебской железной дороги (проезд по Дунайскому путепроводу над линией)
- Малая Балканская улица
- Купчинская улица
- Будапештская улица
- Загребский бульвар (примыкает к проездам-дублёрам, проходящим с двух сторон от основной проезжей части)
- Бухарестская улица
- Малая Бухарестская улица
- Малая Карпатская улица
- Карпатская улица
- Софийская улица

## Общественный транспорт
- Автобус социальный: № 50, 53, 96, 116, 186, 326.

## Социально значимые объекты
- д. 58: Спорткомплекс «Газпром»[8]
- д. 64: Максидом
- д. 15: Колледж Петербургской Моды[9]